# Henryk Kojak
Henryk Kojak, ps. „Blondyn”, „Jur”, „Jurek”, „Pudel” (ur. 8 sierpnia 1926 w Sidorach, zm. 1 lipca 2002 w Suwałkach) – żołnierz Armii Krajowej oraz Zrzeszenia Wolność i Niezawisłość, porucznik, partyzant.

## Życiorys

### Młodość i AK
Był synem Piotra i Apolonii z Wierzchowskich. Urodził się 8 sierpnia 1926 roku we wsi Sidory (ówczesna gmina Kadaryszki) w powiecie suwalskim. Ojciec, pracownik leśny, walczył jako ochotnik w wojnie z bolszewikami w latach 1919-1920.
Przed wojną ukończył 6-klasową szkołę powszechną w Kaletniku. W czasie wojny jego ojciec, członek Związku Walki Zbrojnej został aresztowany przez Niemców i skazany na ciężkie więzienie. Henryk w czasie wojny w 1942 roku wstąpił do Armii Krajowej (kompania Rutka-Tartak). Wkrótce został wywieziony na przymusowe roboty do Prus Wschodnich. Po przejściu frontu wrócił do domu i rozpoczął naukę w Liceum Handlowym w Suwałkach. 

### Żołnierz WiN
Wkrótce wstąpił do Zrzeszenia Wolność i Niezawisłość. Zagrożony aresztowaniem uciekł do oddziału partyzanckiego. W lutym 1945 roku wstąpił do Armii Krajowej Obywatelskiej (lokalna formacja zbrojna polskiego podziemia antykomunistycznego działająca na terenie województwa białostockiego powstała 15 lutego 1945 roku z rozkazu komendanta Okręgu Białystok AK, na bazie struktur rozwiązanej Armii Krajowej). 
Początkowo działa jako łącznik, a następnie członek utworzonego w maju 1945 roku 10-osobowego oddziału Józefa Graużula (ps. „Rębacz”). Po rozwiązaniu oddziału trafił do patrolu dyspozycyjnego komendanta obwodu suwalsko-augustowskiego WiN pod dowództwem Wacława Górskiego (ps. „Majster”, „Oko”). Do jesieni 1946 roku pełnił jednocześnie funkcję osobistego kuriera komendanta obwodu kapitana Stanisława Malesińskiego (ps. „Lew”, „Tadeusz”). We wrześniu 1946 roku, po śmierci Malesińskiego, Henryk Kojak trafił do patrolu dowodzonego przez Józefa Milucia ps. „Wróbel”, a następnie do stacjonującego na terenie Puszczy Augustowskiej patrolu Stanisława Siedleckiego (ps. „Klon”, „Wierny”). 20 lutego 1947 roku uczestniczył wraz z grupą Wacława Górskiego w zlikwidowaniu przebywającego na urlopie we wsi Czarnucha (gm. Kolnica, pow. Augustów) ppor. Wojska Polskiego Wincentego Zaniewskiego.
20 kwietnia 1947 roku w okolicach wsi Poddubówek wraz z patrolem uczestniczył w zabezpieczaniu ze strony WiN spotkania władz zrzeszenia z reprezentantami Urzędu Bezpieczeństwa poświęconego negocjacjom warunków ujawnienia. Ujawnił się wraz z innymi żołnierzami WiN w Augustowie 25 kwietnia 1947 roku. W wyniku jednego z przesłuchań w tamtejszym Powiatowym Urzędzie Bezpieczeństwa Publicznego stracił oko. Przesłuchiwanie prowadził jeden z brutalniejszych śledczych PUBP w Augustowie podporucznik Kazimierz Felczak. 

### Więzienie polityczne
Aresztowany 14 grudnia 1948 roku wyrokiem Wojskowego Sądu Rejonowego w Białymstoku z 16 kwietnia 1949 roku został skazany na 12 lat pozbawienia wolności. Jako więzień polityczny więzienie opuścił po ośmiu latach od aresztowania na mocy amnestii z 27 kwietnia 1956 roku. Lata więzienia w Sztumie odbiły się poważnie na jego zdrowiu. Po powrocie do Suwałk miał trudności z uzyskaniem pracy i uzupełnieniem wykształcenia. Zdołał zdać maturę w liceum handlowym, a potem wykonywał podrzędne prace w różnych przedsiębiorstwach, głównie w handlu. 
Ze względu na polityczną przeszłość został ponownie zwolniony z pracy. Założył prywatny kiosk warzywny i po kilku latach pracy przeszedł na emeryturę. Jako był członek struktur AK-WiN był rejestrowany przez suwalską Służbę Bezpieczeństwa. 

### Działalność społeczna
Na emeryturze doczekał okresu demokratycznych przemian w Polsce. Od 1989 roku angażował się w pracę społeczną. Był jednym z inicjatorów założenia w Suwałkach koła Stowarzyszenia Żołnierzy Armii Krajowej, później przekształconego w suwalski obwód Światowego Związku Żołnierzy Armii Krajowej. Po założeniu w Suwałkach koła Stowarzyszenia Wolność i Niezawisłość został jego prezesem i był wybierany do władz wyższych. Pełnił również funkcję prezesa suwalskiego oddziału Stowarzyszenia Więźniów Politycznych Okresu Stalinowskiego.
Był wieloletnim rzecznikiem i pomocnikiem represjonowanych przez system stalinowski i ich rodzin. Gromadził dokumentację z archiwów sądowych, więziennych w kraju i w Rosji w celu doprowadzenia do anulowania wyroków oraz rehabilitacji straconych i skazanych członków podziemia niepodległościowego. Dzięki jego działalności wielu Suwalczan, mieszkańców Suwalszczyzny i Ziemi Augustowskiej i Sejneńskiej zostało zrehabilitowanych, przyznano im odszkodowania za niesłusznie zasądzone wyroki, za więzienia i łagry.
Był uczestnikiem społecznej kampanii na rzecz budowy pomnika ofiar obławy NKWD i UB z 1945 roku na wzgórzu w Gibach. Z inicjatywy Henryka Kojaka powstał na cmentarzu parafialnym w Suwałkach obelisk upamiętniający postać jego dowódcy kpt. Stanisława Malesińskiego oraz wielu poległych żołnierzy AK i WiN.
Zmarł 1 lipca 2002 roku. Pochowany jest w grobowcu rodzinnym na cmentarzu parafialnym w Suwałkach.